# Zaplous annulatus
Zaplous annulatus är en skalbaggsart som först beskrevs av Louis Alexandre Auguste Chevrolat 1862.  Zaplous annulatus ingår i släktet Zaplous och familjen långhorningar.
Artens utbredningsområde är:
- Bahamas.
- Kuba.

Inga underarter finns listade i Catalogue of Life.